# ΜClinux
μClinux è un porting del kernel Linux su sistemi senza Memory management unit (MMU).
La lettera iniziale del nome è la lettera greca "mi", con il significato di "micro", la lettera "C" sta per la parola inglese "Controller". È conosciuto con la grafia alternativa uClinux con la lettera "u" a suggerire la forma della lettera greca a chi non legge il greco e contemporaneamente creando un gioco di parole: u C linux in lingua inglese si pronuncia come You see Linux (cioè "Tu vedi Linux").
μClinux è in effetti il kernel Linux utilizzabile per microcontrollori.